# Jean-Pierre Changeux

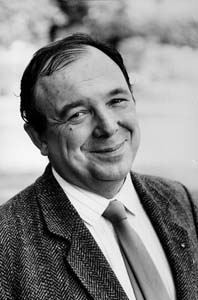
Jean-Pierre Changeux

Jean-Pierre Changeux (* 6. April 1936 in Domont, Frankreich) ist Professor für molekulare Neurobiologie am Collège de France und am Institut Pasteur (seit 1967). Die Hauptforschungsthemen des ehemaligen Studenten von Jacques Monod sind die molekularen und zellulären Mechanismen der Signaltransduktion von Rezeptoren im Gehirn. Changeux und Mitarbeiter sind Autoren einer Theorie zur Epigenese von neuronalen Netzwerken und höheren Gehirnfunktionen durch selektive Stabilisierung von Synapsen.

## Leben
Changeux studierte an der École normale supérieure (Paris) mit dem Abschluss 1955. Er erwarb 1957 seinen DEA-Abschluss und wurde 1964 bei Jacques Monod und Francois Jacob am Institut Pasteur promoviert. 1965/66 war er als Post-Doktorand an der University of California, Berkeley und 1967 an der Columbia University (Medizinische Fakultät). Ab 1972 war er in der Forschungsgruppe Molekulare Neurobiologie des Instituts Pasteur und wurde dort 1975 Professor. 1975 bis 2006 war er außerdem Professor für Zellkommunikation am Collège de France.
Seine Doktorarbeit beschäftigte sich mit der Regulation von Enzymen, wobei er das Konzept der allosterischen Interaktion einführte. Ein Signal greift an einer Stelle des Enzyms an, was zu einer Konformationsänderung führt und somit die Wirkung des Enzyms (Bindungsstelle an das Substrat an einer örtlich davon getrennten Stelle) beeinflusst. Das Konzept wandte er später auf den Acetylcholin-Rezeptor im Nervensystem an. Insbesondere untersuchte er den nikotinischen Acetylcholinrezeptor, der einen Ionenkanal in der Zellmembran von Nervenzellen und Muskelzellen bildet. Das war der erste Membranrezeptor, der isoliert und charakterisiert wurde (Struktur, Bindungsstellen, genauer Funktionsmechanismus durch die Gruppe von Changeux). In den 1990er Jahren brachte er auch höhere kognitive Funktionen mit Eigenschaften von Transmitter-Rezeptoren in Verbindung (zum Beispiel Emotionen, Drogenabhängigkeit, Langzeitgedächtnis, Aufmerksamkeit mit Acetylcholin-Rezeptoren). Seine Gruppe machte mutierte hyperaktive Rezeptoren für eine Form der Epilepsie verantwortlich (autosomal-dominante Frontallappen-Epilepsie) und Funktionsverluste bei Acetylcholin-Rezeptoren für Lerndefizite und Beschleunigung von Alterungsprozessen. Er prägte dafür den Begriff „Rezeptorenkrankheit“.
Die Laudatio zum Balzan-Preis würdigt ihn mit den Worten, er habe eine neue Richtung bei der Erforschung der kognitiven Funktionen begründet, indem er sie mit der molekularen Ebene verband, und als einen der Väter der modernen Neurobiologie.
Er verfasste ein populärwissenschaftliches Buch über Neurobiologie auf hohem Niveau (Der neuronale Mensch) und Bücher über den künstlerischen Schöpfungsakt (Raison et plaisir) aus neurobiologischer Perspektive sowie Diskurse mit dem Philosophen Paul Ricoeur und dem Mathematiker Alain Connes.
Seit 2021 zählt ihn der Medienkonzern Clarivate aufgrund der Zahl seiner Zitierungen zu den Favoriten auf einen Nobelpreis (Clarivate Citation Laureates).

## Auszeichnungen und Mitgliedschaften (Auswahl)
- 1974: Mitglied der Leopoldina
- 1978: Gairdner Foundation International Award
- 1982: Richard Lounsbery Award
- 1983: National Academy of Sciences, USA
- 1983: Königlich Schwedische Akademie der Wissenschaften, Stockholm
- 1988: Academia Europaea
- 1992: Médaille d’or du CNRS
- 1993: Louis-Jeantet-Preis
- 1994: American Academy of Arts and Sciences, USA
- 1995: Max-Delbrück-Medaille
- 1997: Jean-Louis-Signoret-Preis
- 2001: Balzan-Preis für kognitive Neurowissenschaften[2]
- 2002: Karl Spencer Lashley Award
- 2005: Lewis Thomas Prize
- 2007: NAS Award in the Neurosciences
- 2008: Neuronal Plasticity Prize
- 2010: Pasarow Award
- 2010: Académie royale des Sciences, des Lettres et des Beaux-Arts de Belgique[3]
- 2016: Internationaler Forschungspreis der Olav-Thon-Stiftung
- 2018: Albert Einstein World Award of Science
- 2022: Erasmus Medal

Ausgezeichnet mit zwölf Ehrendoktorwürden.

## Schriften
Bücher:
- L’homme neuronal (= Pluriel. 8410). Fayard, Paris 1983, ISBN 2-01-009635-5 (Deutsch: Der neuronale Mensch. Wie die Seele funktioniert – die Entdeckungen der neuen Gehirnforschung. Rowohlt, Reinbek bei Hamburg 1984, ISBN 3-498-00865-X).
- Mit Alain Connes: Matière à pensée. Jacob, Paris 1989, ISBN 2-7381-0073-2 (Deutsch: Gedanken-Materie. Springer, Berlin u. a. 1992, ISBN 3-540-54559-X).
- Herausgeber: Fondements naturels de l’éthique. Odile Jacob, Paris 1993, ISBN 2-7381-0225-5.
- Raison et plaisir. Odile Jacob, Paris 1994, ISBN 2-7381-0244-1.
- Herausgeber mit Jean Chavaillon: Origins of the Human Brain. A Fyssen Foundation Symposium. Clarendon Press, Oxford 1995, ISBN 0-19-852307-6.
- Herausgeber: Une même éthique pour tous? Odile Jacob, Paris 1997, ISBN 2-7381-0502-5.
- Mit Paul Ricœur: Ce qui nous fait penser. La nature et la règle. Odile Jacob, Paris 1998, ISBN 2-7381-0517-3 (englische Übersetzung: What makes us think? A Neuroscientist and a Philosopher Argue about Ethics, Human Nature, and the Brain. Princeton University Press, Princeton NJ u. a. 2000, ISBN 0-691-00940-6).

Aufsätze (Auswahl):
- Mit Jacque Monod, Jeffries Wyman: On the Nature of Allosteric Transitions: A Plausible Model. In: Journal of Molecular Biology. Band 12, Nr. 1, 1965, S. 88–118, doi:10.1016/S0022-2836(65)80285-6.
- Mit Michiki Kasai, Chen-Yuan Lee: Use of a Snake Venom Toxin to Characterize the Cholinergic Receptor Protein. In: Proceedings of the National Academy of Sciences of the United States of America. Band 67, Nr. 3, 1970, S. 1241–1247, JSTOR:60441.
- Mit Antoine Danchin: Selective stabilization of developing synapses as a mechanism for the specification of neuronal networks. In: Nature. Band 264, Nr. 5588, 1976, S. 705–712, doi:10.1038/264705a0.
- Mit Jérôme Giraudat, Michael Dennis, Thierry Heidmann, Jui-Yoa Chang: Structure of the high affinity binding site for noncompetitive blockers of the acetylcholine receptor: Serine-262 of the δ subunit is labeled by [³H]chlorpromazine. In: Proceedings of the National Academy of Sciences of the United States of America. Band 83, Nr. 8, 1986, S. 2719–2723, JSTOR:27357.
- Mit Stanislas Dehaene: The Wisconsin card sorting test: theoretical analysis and modeling in a neuronal network. In: Cerebral Cortex. Band 1, Nr. 1, 1991, ISSN 1047-3211, S. 62–79, doi:10.1093/cercor/1.1.62.
- Mit Marina R. Picciotto, Michele Zoli, Clement Léna, Alain Bessis, Yvan Lallemand, Nicolas LeNovère, Pierre Vincent, Emilio Merlo Pich, Philippe Brûlet: Abnormal avoidance learning in mice lacking functional high-affinity nicotine receptor in the brain. In: Nature. Band 374, Nr. 6517, 1995, S. 65–67, doi:10.1038/374065a0.
- Mit Stanislas Dehaene, Michel Kerszberg: A neuronal model of a global workspace in effortful cognitive tasks. In: Proceedings of the National Academy of Sciences of the United States of America. Band 95, Nr. 24, 1998, S. 14529–14534, JSTOR:46570.
- Mit Stuart J. Edelstein: Allosteric receptors after 30 years. In: Neuron. Band 21, Nr. 5, 1998, S. 959–980, doi:10.1016/S0896-6273(00)80616-9.
- Mit Marina R. Picciotto, Michele Zoli, Roberto Rimondini, Clément Léna, Lisa M. Marubio, Emilio Merlo Pich, Kjell Fuxe: Acetylcholine receptors containing β2 subunit are involved in the reinforcing properties of nicotine. In: Nature. Band 391, Nr. 6663, 1998, S. 173–177, doi:10.1038/34413.
- Mit Michele Zoli, Marina R. Picciotto, Rosaria Ferrari, Daniela Cocchi: Increased neurodegeneration during aging in mice lacking high-affinity nicotinic receptors. In: The EMBO Journal. Band 18, Nr. 5, 1999, S. 1235–1244, doi:10.1093/emboj/18.5.1235.
- Mit Ruby Klink, Alban de Kerchove d'Exaerde, Michele Zoli: Molecular and physiological diversity of nicotinic acetylcholine receptors in the midbrain dopaminergic nuclei. In: The Journal of Neuroscience. Band 21, Nr. 5, 2001, S. 1452–1463, doi:10.1523/JNEUROSCI.21-05-01452.2001.